# Ancylotrypa granulata
Espèce
Synonymes
- Pelmatorycter granulatus Hewitt, 1935

Ancylotrypa granulata est une espèce d'araignées mygalomorphes de la famille des Cyrtaucheniidae.

## Distribution
Cette espèce est endémique du Botswana.

## Publication originale
- Hewitt, 1935 : Scientific results of the Vernay-Lang Kalahari Expedition, March to September 1930. The trap-door spiders, scorpions and solifuges. Annals of the Transvaal Museum, vol. 16, p. 459-479 (texte intégral).